# Fort Pierre
Fort Pierre é uma cidade localizada no estado norte-americano de Dakota do Sul, no Condado de Stanley.

## Demografia
Segundo o censo norte-americano de 2000, a sua população era de 1991 habitantes.
Em 2006, foi estimada uma população de 2067, um aumento de 76 (3.8%).

## Geografia
De acordo com o United States Census Bureau tem uma área de
7,6 km², dos quais 7,5 km² cobertos por terra e 0,1 km² cobertos por água.

## Localidades na vizinhança
O diagrama seguinte representa as localidades num raio de 52 km ao redor de Fort Pierre.